# Korsyka Południowa
Korsyka Południowa (fr. Corse-du-Sud, wymowaⓘ; kors. Pumonti) – departament francuski leżący w południowej części wyspy Korsyki. Ośrodkiem administracyjnym (prefekturą) i największym miastem departamentu jest Ajaccio.
Departament został utworzony 15 września 1975. Granice departamentu odpowiadają granicom byłego departamentu Liamone istniejącego od 1793 do 1811.
W 2023 roku w skład departamentu wchodziły 124 gminy (lista).

## Miejscowości
Największe miejscowości departamentu (w nawiasach liczba ludności w 2021 roku):

- Ajaccio (73 822)
- Porto-Vecchio (11 229)
- Bastelicaccia (4251)
- Propriano (3741)
- Alata (3587)
- Sartène (3570)
- Grosseto-Prugna (3349)
- Afa (3336)
- Sarrola-Carcopino (3278)
- Bonifacio (3200)
- Zonza (2748)
- Peri (2040)
- Cuttoli-Corticchiato (2030)
- Pietrosella (1968)
- Lecci (1939)
- Albitreccia (1775)
- Appietto (1773)
- Sotta (1711)
- Figari (1651)
- Cauro (1481)
- Sari-Solenzara (1429)
- Eccica-Suarella (1357)
- Olmeto (1241)
- Cargèse (1237)
- Conca (1159)
- San-Gavino-di-Carbini (1120)